# Patricia Schroeder
Patricia Schroeder (nombre de nacimiento Patricia Nell Scott, 30 de julio de 1940, en Portland - 13 de marzo de 2023, Florida), fue una abogada, profesora y política estadounidense.

## Vida
Su madre fue maestra y padre trabajaba en seguros de aviación. Schroeder creció en un hogar donde su padre suponía que las mujeres podían hacer cualquier cosa.
Realizó sus estudios secundarios en la Theodore Roosevelt High School hasta 1958, sus estudios terciarios de derecho en la 
Universidad de Minnesota en 1961 y luego su doctorado en la Escuela de Derecho Harvard hasta 1964.
Miembro del Partido Demócrata, fue representante de Colorado entre 1973 y 1997. Es la primera mujer de Colorado elegida para el Congreso de los Estados Unidos. Durante 11 años se desempeñó como presidenta de la Asociación Estadounidense de Editores.
Contrajo matrimonio con James Schroeder y tuvo dos hijos: Scott Schroeder y Jamie Cornish.
Fue galardonada en el Premio Margaret Brent; en el Salón Nacional de la Fama de la Mujer y en el Salón de la Fama de las Mujeres de Colorado.
Falleció el 13 de marzo de 2023 a los 82 años, por un accidente cerebrovascular.

## Premios
- Premio Margaret Brent
- 1985, Salón de la Fama de las Mujeres de Colorado.
- 1995, Salón Nacional de la Fama de Mujeres.